# 西兴街道 (杭州市)

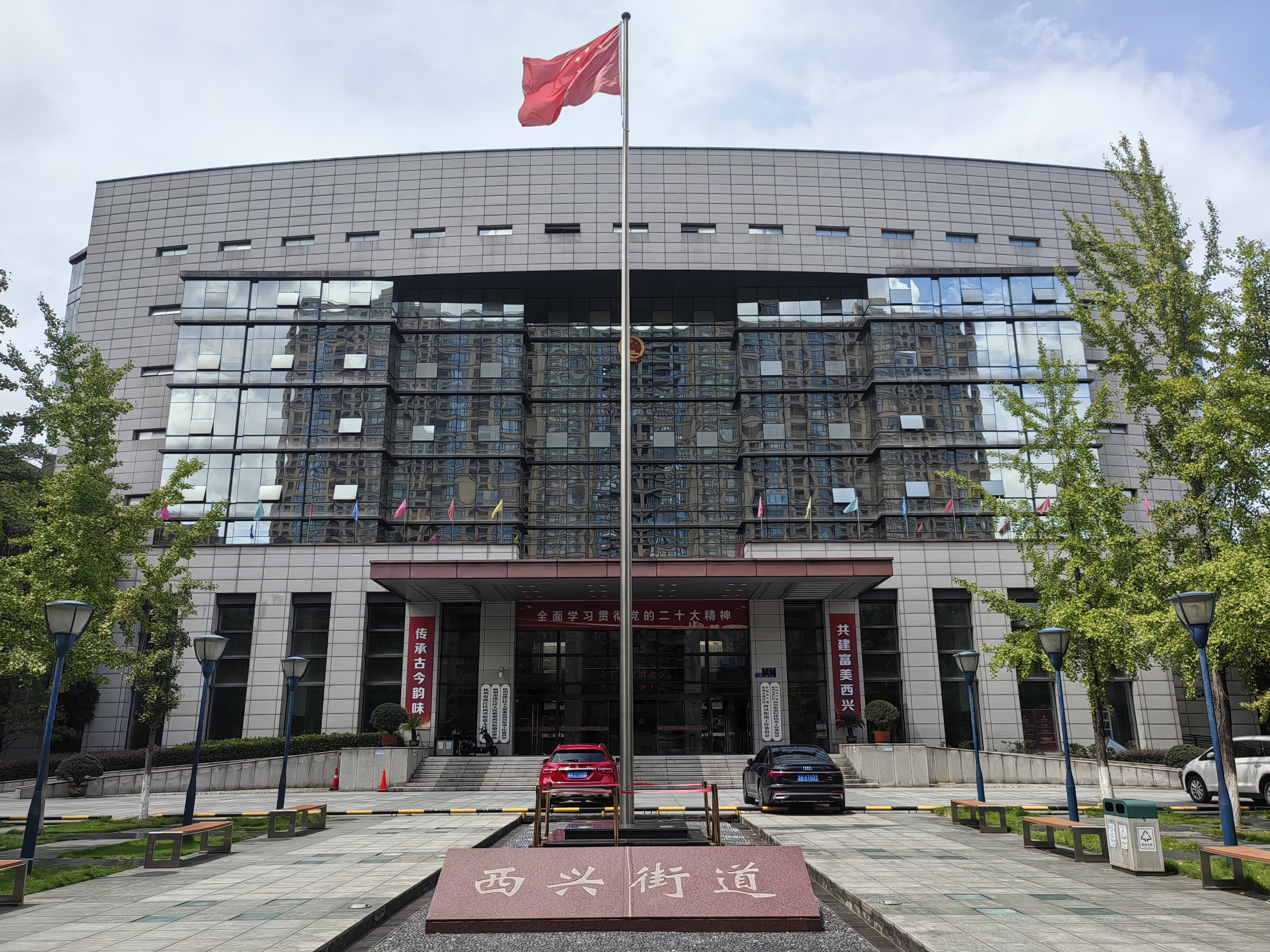
杭州市滨江区人民政府西兴街道办事处

西兴街道是中华人民共和国浙江省杭州市滨江区下辖的一个街道。辖区总面积17.6平方公里，人口12.83万人。滨江区政府、区法院位于境内，东临萧山区。

## 名称
西兴古称固陵，春秋末期，越国大夫范蠡在钱塘江南岸筑城抵抗吴国，名为固陵城。因其位于会稽郡西端，东晋时改名为西陵。后梁乾化二年（912年）八月，因“陵”字不吉而更名为西兴。谢惠连在始宁别过谢灵运，至此而遭风阻，谢灵运有诗赠之曰：“洲渚既淹时，风波子行迟。务协华京想，讵存空谷期。犹复惠来章，只足搅余思。傥若果归言，共陶暮春时”云云。

## 行政区划
西兴街道辖有：
- 社区（14）：西陵、水电、庙后王、襄七房、西兴、温馨、共联、金东方、马湖、七甲闸、协同、新州、星民、官河

## 交通
西兴站、滨和路站与江陵路站都是杭州轨道交通一号线的一个地铁站点。
滨康路站是杭州轨道交通一号线与杭州轨道交通五号线的地铁换乘站。

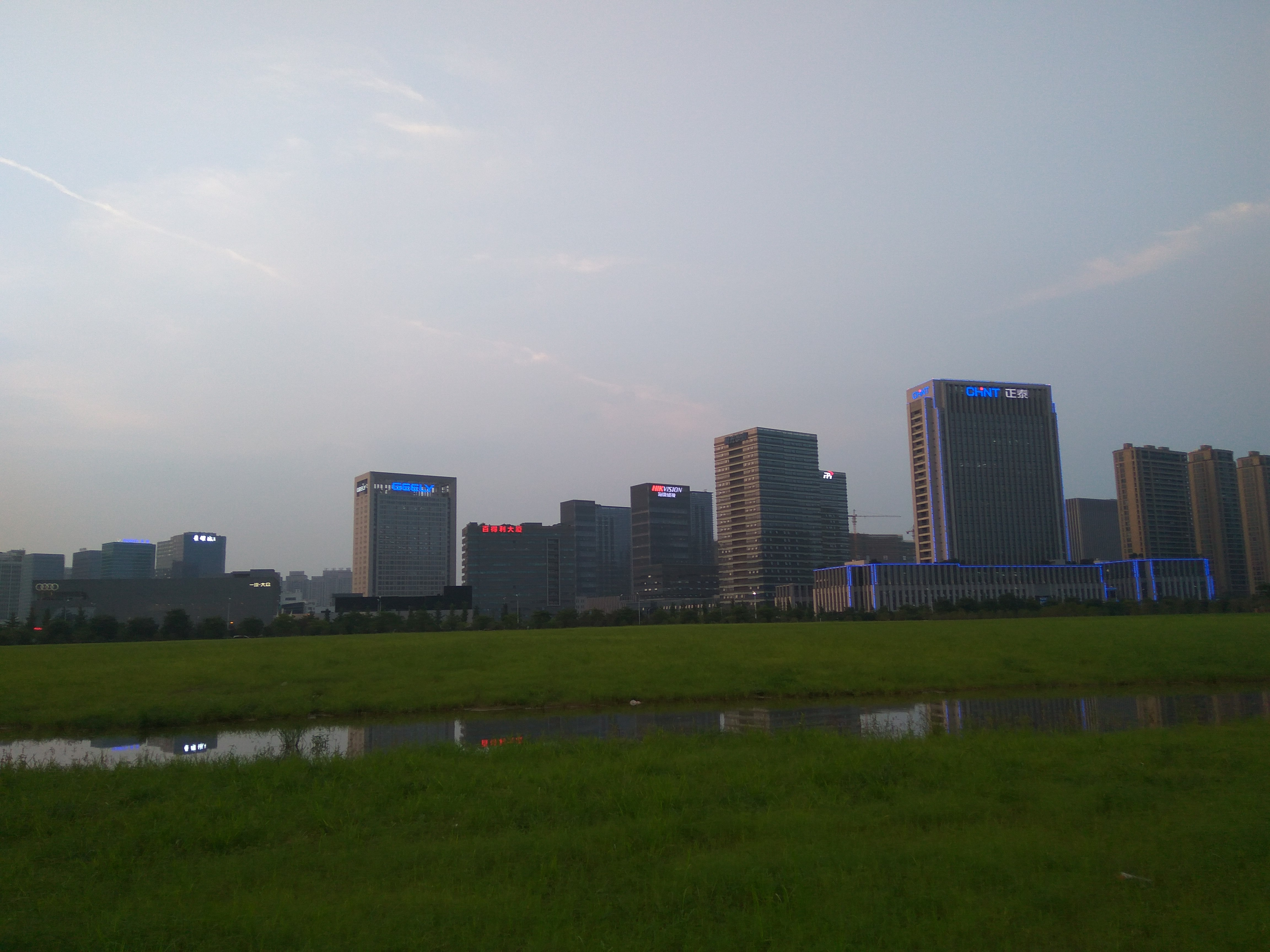
西兴街道有众多企业入驻

可通过西兴大桥（钱江三桥）和望江隧道通往钱塘江北岸的杭州主城区。